# هیلده کوربر
هیلده کوربر (انگلیسی: Hilde Körber؛ ۳ ژوئیهٔ ۱۹۰۶ – ۳۱ مهٔ ۱۹۶۹) یک هنرپیشه اهل اتریش بود. وی بین سال‌های ۱۹۳۰ تا ۱۹۶۴ میلادی فعالیت می‌کرد.
از فیلم‌ها یا برنامه‌های تلویزیونی که وی در آن نقش داشته است می‌توان به روبرت کخ اشاره کرد.